# Regne de Déu
El Regne de Déu (del grec βασιλεία τοῦ θεοῦ, basileia tou theou) o Regne dels Cels és un concepte teològic emprat en el judaisme i en el cristianisme (i de manera menys important en l'islam) per a referir-se al futur regnat o sobirania de Déu sobre totes les nacions de la terra.